# Resolutie 1887 Veiligheidsraad Verenigde Naties
Resolutie 1887 van de Veiligheidsraad van de Verenigde Naties werd unaniem door de VN-Veiligheidsraad aangenomen op 24 september 2009. De resolutie riep alle landen op hun verplichtingen inzake non-proliferatie van kern- en andere massavernietigingswapens na te komen.

## Achtergrond
Op 23 september hielden 14 leiders onder het voorzitterschap van de president van de Verenigde Staten, Barack Obama, in de Veiligheidsraad een top over non-proliferatie en ontwapening. De bedoeling was dat landen met kernwapens hun voorraad afbouwden en andere landen van kernwapens afzagen, en uiteindelijk om de hele wereld kernwapenvrij te maken. De Veiligheidsraad ondersteunde deze doelstellingen middels zijn resolutie 1887.

## Inhoud

### Waarnemingen
Men wilde omstandigheden creëren voor een wereld zonder kernwapens, in overeenstemming met het non-proliferatieverdrag. Alle lidstaten moesten hun verplichtingen inzake wapencontrole, ontwapening en het voorkomen van proliferatie nakomen en problemen die de regionale stabiliteit ondermijnden vreedzaam oplossen. Proliferatie van massavernietigingswapens waren een bedreiging van de internationale vrede en -veiligheid.
Er werd ook opgeroepen de wereldwijde ontwapening voort te zetten om de globale veiligheid te verbeteren. De beslissingen van niet-kernlanden om hun kernwapenprogramma's te ontmantelen of het bekomen van kernwapens af te blazen werden verwelkomt, evenals die van kernlanden om hun kernarsenalen te verkleinen. In die zin hadden Rusland en de Verenigde Staten beslist te gaan onderhandelen over een nieuw verdrag om hun kernwapens te beperken.

### Handelingen
Als landen hun non-profileratieverplichting niet nakwamen, zou de Veiligheidsraad bepalen of de internationale vrede en veiligheid in het gedrang was. Enkel als een land het verdrag nakwam, kon het ook de volledige voordelen ervan genieten. Landen die niet bij het verdrag waren aangesloten werden opgeroepen dit zo snel mogelijk te doen, om het verdrag universeel te maken. Alle landen werden ook opgeroepen geen kernproeven (meer) uit te voeren. Verder werd ook opgeroepen te onderhandelen over een ban op de productie van materialen voor kernwapens. Alle landen hadden wel het recht om kernenergie voor vreedzame doeleinden aan te wenden. Ze werden opgeroepen samen te werken met het Internationaal Atoomenergieagentschap, dat hierop controle hield.

## Verwante resoluties
- Resolutie 1835 Veiligheidsraad Verenigde Naties (2008)
- Resolutie 1874 Veiligheidsraad Verenigde Naties
- Resolutie 1928 Veiligheidsraad Verenigde Naties (2010)
- Resolutie 1977 Veiligheidsraad Verenigde Naties (2011)

Lijst ·  1860 ·  1861 ·  1862 ·  1863 ·  1864 ·  1865 ·  1866 ·  1867 ·  1868 ·  1869 ·  1870 ·  1871 ·  1872 ·  1873 ·  1874 ·  1875 ·  1876 ·  1877 ·  1878 ·  1879 ·  1880 ·  1881 ·  1882 ·  1883 ·  1884 ·  1885 ·  1886 ·  1887 ·  1888 ·  1889 ·  1890 ·  1891 ·  1892 ·  1893 ·  1894 ·  1895 ·  1896 ·  1897 ·  1898 ·  1899 ·  1900 ·  1901 ·  1902 ·  1903 ·  1904 ·  1905 ·  1906 ·  1907